# Asura nigriciliata
Asura nigriciliata là một loài bướm đêm thuộc phân họ Arctiinae, họ Erebidae.